# Shobo
Un shobo es un arma blanca similar al emeici de China que era utilizado por los ninjas de Japón para golpear sobre los puntos de presión de un oponente. Era un pedazo de madera que era sostenido por el portador y colgado de un anillo en el dedo del medio. Algunas versiones eran anillos con una clavija de madera adjunta en la parte superior. Los extremos se expusieron y fueron por lo general fuertes, que los hizo efectivos para paralizar e incluso matar a los enemigos de forma rápida y sin dejar rastro. Se ocultaban fácilmente en los puños de los ninjas y eran muy ligeros y portátiles. Generalmente eran usados en pares. Muchos ninjas construyeron sus propios shobos, aunque algunos fueron dados del sensei al estudiante.
Debido a la naturaleza secreta de los ninjas, no hay manera de saber exactamente cuándo y dónde el shobo fue inventado (es decir, sin más preciso que el Japón feudal) y exactamente lo popular que era entre los ninjas. Se cree que esta era un arma improvisada, con orígenes comunes citados como pedazos de herraduras para los caballos y el ganado, anillos de arnés para riendas y bisagras de metal para puertas y portones. 